# باول تشارلتون
باول تشارلتون (بالإنجليزية: Paul Charlton)‏ هو محامي وقاضي أمريكي، ولد في 2 نوفمبر 1856، وتوفي في 3 يونيو 1917.